# Brushfire Fairytales
Albums de Jack Johnson
On and On
(2003)
Brushfire Fairytales est le premier album du chanteur et guitariste américain Jack Johnson. Il est sorti en 2001.

## Liste des titres
| No  | Titre               | Durée |
| --- | ------------------- | ----- |
| 1.  | Inaudible Melodies  | 3:35  |
| 2.  | Middle Man          | 3:14  |
| 3.  | Posters             | 3:13  |
| 4.  | Sexy Plexi          | 2:07  |
| 5.  | Flake               | 4:40  |
| 6.  | Bubble Toes         | 3:56  |
| 7.  | Fortunate Fool      | 3:48  |
| 8.  | The News            | 2:26  |
| 9.  | Drink the Water     | 3:21  |
| 10. | Mudfootball         | 3:03  |
| 11. | F-Stop Blues        | 3:10  |
| 12. | Losing Hope         | 3:52  |
| 13. | It's All Understood | 5:28  |

## Certifications
| Pays                    | Certification | Unités certifiées |
| ----------------------- | ------------- | ----------------- |
| Australie (ARIA)        | Platine       | 70 000            |
| Canada (Music Canada)   | Or            | 50 000            |
| États-Unis (RIAA)       | Platine       | 1 000 000         |
| Nouvelle-Zélande (RMNZ) | 3 × Platine   | 45 000            |
| Royaume-Uni (BPI)       | Platine       | 300 000           |